# Sant Esteve (Palamós)
Sant Esteve és una ermita de Palamós (Baix Empordà) inclosa a l'Inventari del Patrimoni Arquitectònic de Catalunya.

## Descripció
Està situada en el pla proper al castell de St. Esteve de Mar. L'edifici és d'una sola nau amb absis poligonal. La coberta, avui desapareguda, era una teulada a dues vessants sostinguda per embigat de fusta. La façana té una porta d'arc rebaixat emmarcada amb carreus ben escairats i, a la clau, veiem gravada la data de 1829. a la dreta hi havia una finestra i al capdamunt de l'entrada un ull de bou que han perdut el marc. Al costat esquerre de la capçalera hi ha una porta lateral, també d'arc rebaixat, però amb maons disposats en forma de llibre. Els murs tenen un gruix aproximat de 0,80 metres i són fets amb pedres irregulars de granet.

## Història
L'actual ermita de Sant esteve es construí en el segle xix, però en el nomenclàtors de la diòcesi de finals dels XIV s'esmenta la "Capella sancti Stephani de Mari, in Parrochia Sancte Eugenie de Vilarromano", i això fa pensar que ja hi havia una capella dedicada al sant depenent del castell malgrat desconeixem on era situada. En els últims temps la capella, igual que el castell, han estat víctimes del vandalisme. Fins a l'any 1978 es conservava l'emmarcament de l'ull de bou, com mostren les fotografies, que ha estat arrancat.